# Транспорт в Гвинее-Бисау
Транспортная инфраструктура в Гвинее-Бисау является основной, и большинство дорог за пределами столицы Бисау не имеют твердого покрытия. Дорожное движение — правостороннее. 

## Железные дороги
Железных дорог в Гвинее-Бисау нет. В порту Бисау с конца XIX века до 1940-х годов работала небольшая грузовая железная дорога.
В 1998 году между Португалией и Гвинеей-Бисау было подписано соглашение о строительстве железной дороги в Гвинею, но начало Гражданской войны в Гвинее-Бисау в 1998 году сделало эти планы невозможными. 

## Автомобильный транспорт
В Гвинее-Бисау развит автобусный транспорт в городах, так и между ними.
Автомобильный трафик на дорогах Гвинеи-Бисау ненасыщенный.
Общая протяжённость автодорог — около 3500 км. Из них примерно 650 км с асфальтовым покрытием. Большинство дорог за пределами крупных населённых пунктов труднопроходимы в период дождей. Большая часть дорог плохо освещена. В стране практически нет светофоров. Платных магистралей нет.

## Воздушный транспорт
Главный аэропорт, обслуживающий страну, и единственный аэропорт с регулярными коммерческими рейсами — это международный аэропорт имени Освальду Виейры в Бисау.
- 30 (оценка 1999 г.)

### Асфальтированные взлетно-посадочные полосы
- 3 (международный аэропорт Освальдо Виейра, аэропорт Куфар и аэропорт Бубаке)

Более 3 047 м:
- 1

от 1524 до 2437 м:
- 1

от 914 до 1523 м:
- 1

### Грунтовые взлетно-посадочные полосы
- 27:

от 1524 до 2437 м:
- 1

от 914 до 1523 м:
- 4

до 914 м:
- 22 (оценка 1999 г.)